# Serguéi Garmash
Serguéi Leonídovich Garmash (en ucraniano: Сергій Леонідович Гармаш; Jersón, 1 de septiembre de 1958) es un actor ruso, condecorado con la medalla al Artista del Pueblo de Rusia.
Entre su filmografía más destacada se encuentran películas como Stalingrad de 1989, 12 y Black Lightning: Rayo Negro del 2007 y 2009, respectivamente.

## Filmografía
- Stalingrad, 1989
- Strastnoy Boulevard (1999)
- 12, 2007
- Katyń, 2007
- The Inhabited Island, 2008-2009
- Black Lightning, 2009
- Hipsters, 2008
- The Edge, 2010
- Pritiazhenie, 2017